# جشنواره بین‌المللی فیلم کوتاه اوبرهاوزن
جشنواره بین‌المللی فیلم کوتاه اوبرهاوزن (انگلیسی: International Short Film Festival Oberhausen) در سال ۱۹۵۴ بنیانگذاری شده‌است. یکی از قدیمی‌ترین جشنواره‌های فیلم کوتاه در جهان و یکی از جایگاه‌های بین‌المللی اصلی برای فرم کوتاه می‌باشد. در جشنواره بخش رقابت بین‌الملل، بخش رقابت آلمان، بخش رقابت بین‌المللی فیلم کودکان و نوجوانان، همچنین جایزه برای موزیک ویدئویی آلمان (MuVi) و از سال ۲۰۰۹ بخش رقابتی برای تولیدات ایالت نورد راین-وستفالن (NRW) برگزار می‌شود
جشنوارهٔ فیلم اوبرهاوزن، در راستای برنامه‌های آموزش بزرگ‌سالان پس از جنگ دوم جهانی به ابتکار "هیلمار هوفمن' شکل گرفت که در آن زمان مدیریت «مدرسهٔ عالی مردم» را به عهده داشت.
فروغ فرخزاد که از ۱۳۳۷ در کنار سرودن شعر به سینما هم می‌پرداخت، نخستین فیلم‌ساز ایرانی بود که در سال ۱۳۴۲ جایزهٔ بهترین فیلم مستند این فستیوال را برای مستند «خانه سیاه است»، از آن خود کرد. او این فیلم را در سال ۱۳۴۱ در آسایشگاه جذامیان «بابا باغی» تبریز ساخته بود.